# Antonis Antoniadis
Antonis Antoniadis (griechisch Αντώνης Αντωνιάδης, * 25. Mai 1946 in Xanthi) ist ein ehemaliger griechischer Fußballspieler.

## Karriere
Antoniadis, der als einer der erfolgreichsten Stürmer Griechenlands in die Fußballgeschichte einging, begann seine Karriere in der nordgriechischen Stadt Xanthi. Dort agierte der schuss- und kopfballstarke Mittelstürmer bis 1968, ehe er nach Athen zu Panathinaikos wechselte. Bei den Fans von Panathinaikos war der Wechsel zu diesem Zeitpunkt höchst umstritten. Die wenigsten trauten dem Langen zu, den hohen Ansprüchen des Vereins gerecht zu werden. Schon bei Antoniadis ersten Pflichtspiel sollte sich dies allerdings ändern, als ihm beim 2:0-Erfolg über Aris Saloniki beide Treffer gelangen. In den folgenden Jahren wurde Antoniadis fünfmal Torschützenkönig der griechischen Liga und führte seine Mannschaft somit zu vier Meisterschaften und zwei Pokalsiegen. Für ihn herausragend war dabei die Saison 1970–1971, als er beim Europapokals der Landesmeister von den insgesamt 14 Toren seiner Mannschaft zehn selber erzielen konnte, es bis ins Finale schaffte und Torschützenkönig des Wettbewerbs wurde. 1978 verließ Antoniadis Panathinaikos und wechselte zu Olympiakos Piräus. Nach nur einer Saison mit guten Leistungen aber wenig Einsatzzeit wechselte er 1979 zu Atromitos Peristeri, ehe er 1981 wieder zu Panathinaikos zurückkehrte. Mit insgesamt 187 Toren in 242 Meisterschaftsspielen liegt Antoniadis auf Platz fünf der ewigen Bestenliste Griechenlands. Bei der griechischen Nationalmannschaft kam Antoniadis im Zeitraum von 1970 bis 1977 auf 22 Einsätze und erzielte dabei sechs Tore.
1976 wurde Antonis Antoniadis Mitglied der griechischen Spielervereinigung PSAP. Seit 1980 ist er deren Präsident.

## Erfolge und Auszeichnungen
- Finalist Europapokal der Landesmeister 1971
- Balkanpokal-Sieger 1977
- Griechischer Meister 1969, 1970, 1972, 1977
- Griechischer Pokal-Sieger 1969, 1977, 1982
- Supercup-Sieger 1970
- Bester Torschütze Europapokal der Landesmeister 1971 (10 Tore)
- Torschützenkönig Griechische Liga 1970 (25), 1972 (39), 1973 (22), 1974 (26), 1975 (20)